# لیل اسکنسود
لیل اسکنسود (به دانمارکی: Lille Skensved) یک شهرک در دانمارک است که در شهرداری کوگ واقع شده‌است. لیل اسکنسود ۱٬۵۶۲ نفر جمعیت دارد.